# 日德兰邮报
日德兰邮报（丹麥語：Jyllands-Posten），也译为日尔兰邮报，是丹麦主要报纸。其2004年的每日发行量为15万8千份，是丹麦销量最高的报纸，而第二名和第三名分别为13万4千份和12万9千份。日德蘭郵報的名稱來自丹麥的大陸部分「日德兰半岛」（丹麦语/日德兰语发音为日尔兰，德语发音为日德兰，汉语译名取自德文发音）。
日德兰邮报在1938年以前支持保守党，从20世纪20年代到30年代，该报因为同情法西斯主义和理解纳粹德国的独裁而名誉扫地。1933年，该报甚至主张在丹麦建立独裁。1938年以后，该报自称是一个独立的右翼报纸。根据日德兰邮报基金会自从1973年以来的说明，该报是一家自由派独立报纸，
在丹麦的2001年大选中，日德兰邮报为右翼政党上台起到了关键作用。2001年选举的焦点问题为移民问题，右翼政党成功地说服公众相信，它可以紧缩由社会民主党政府推动的“家庭团聚”法。日德兰邮报对此刊登了很多文章和社论来支持这一主张。

## 相关作品

### 穆罕默德漫画事件
2005年9月20日，该报刊载了12幅穆罕默德的漫画，从而在2006年初引发了伊斯兰世界的普遍抗议。穆斯林社区指责该报滥用言论自由，并导致利比亚、沙特阿拉伯、叙利亚撤回大使，以及一些伊斯兰国家抵制丹麦产品。
该报对漫画冒犯了穆斯林表示道歉，但坚持它有权发表漫画，声称伊斯兰原教旨主义无权命令丹麦的报纸发表什么内容。该报总部已经收到了几次炸弹威胁。

### 五星病毒旗漫画事件
2019年末開始，中国大陸爆发肺炎疫情。1月27日，日德兰邮报刊登一幅相关漫画，内容为将中華人民共和国国旗五星红旗中的五颗星星替换为冠狀病毒，该漫画引起中華人民共和国国内不满和争议，被认为是辱华行为，中華人民共和国驻丹麦大使馆提出抗议。對此日德蘭郵報拒绝道歉。丹麦总理梅特·弗雷德里克森也回应稱言论自由是丹麦传统。中華人民共和国驻丹麦大使冯铁则回应称，言论自由不是没有边界和限制。“在丹麦人们可以随心所欲地说想说的话”，我认为这不是事实，相信丹麦社会不会接受种族歧视、性别歧视以及对残疾人歧视等言论。我们都是人，在别人遭遇不幸的时候，应该有起码的同情同理心，言论自由不应以伤害其他国家和人民为代价。
根据丹麦刑法（Danish penal code）110(e)规定，侮辱外国国旗、联合国和欧洲理事会旗帜是非法的。